# Aleksander Štempihar
Aleksander Štempihar-Saša, študent, partizanski kulturni delavec in propagandni organizator, * 28. julij 1922, Ljubljana, † 1. april 1945, Vojsko.

## Življene in delo
Rodil se je v družini jeseniškega odvetnika Iva Štempiharja in Elizabete Štempihar rojene Einspieler iz Sveč na Koroškem. Ljudsko šolo je v letih 1928−1932 obiskoval delno v Kranju in delno v Ljubljani. Leta 1940 je končal škofijsko klasično gimnazijo v Ljubljani. Še istega leta se je vpisal na Pravno fakulteto v Ljubljani, kjer se je vključil v napredna študentska gibanja. Po italijanski okupaciji Ljubljane se je pridružil Osvobodilni fronti. Spomladi 1942 ga je fašistična policija aretirala in internirala v Trstu, Travisu in Gonarsu. Njegovo družino so medtem Nemci že 1941 izgnali v Srbijo. Po italijanski kapitulaciji je pobegnil iz Gonarsa in se na Primorskem pridružil narodnoosvobodilni borbi.V partizanih se je kmalu uveljavil kot spreten kulturni delavec in propagandni  organizator. Postal je vodja propagandnega oddelka Bazoviške brigade, poleti 1944 pa je bil po odhodu dotedanjega šefa Marjana Tepine imenovan za vodjo propagandnega oddelka pri štabu 9. korpusa. Pisal je članke in delal v uredništvu Partizanskega dnevnika. Njegova pobuda je bila natis knjige Leto borb ob Soči, ki je izšla septembra 1944 v izdaji propagandnega oddelka 9. korpusa. Knjiga je za tedanje razmere predstavljala izjemen uredniški in tiskarski izdelek. V knjigo je Štempihar prispeval poglavje Generalmajor Ambrožič organizator 9. korpusa. Padel je   skupaj z 305 borci, ki so padli v zadnji nemški ofenzivi 1. aprila 1945 na območju Vojskega.  Pokopan je v skupnem grobu pri zaselku Gačnik blizu Dolenje Trebuše.  